# Megyn Kelly
Megyn Marie Kelly  (Champaign, Illinois, 18 november 1970) is een Amerikaanse journaliste en nieuwspresentator.

## Levensloop
Kelly werd geboren in een rooms-katholiek gezin. Haar vader gaf les op de State University of New York en overleed toen zij vijftien jaar was. Zij studeerde politicologie aan de Universiteit van Syracuse en behaalde in 1995 een J.D. aan de Albany Law School. Na haar studie vond ze werk bij een advocatenkantoor in Chicago.
Haar mediacarrière begon toen Kelly in 2003 de overstap maakte naar WJLA, een onderdeel van ABC. Zij deed verslag van verschillende in het oog springende gebeurtenissen, zoals de hoorzittingen over de benoemingen van Samuel Alito en John Roberts tot het Hooggerechtshof. In 2004 maakte ze de overstap naar Fox News, waar ze haar eigen programma had: Kelly's Court. Ze verscheen wekelijks in The O'Reilly Factor, leverde bijdragen aan Special Report van Brit Hume en viel af en toe in voor Greta Van Susteren in On the Record. Vanaf 2010 presenteerde zij het twee uur durende nieuwsprogramma America Live. Kelly viel op bij Fox omdat zij ook Republikeinse politici, in tegenstelling tot veel Fox-collega's, kritisch benaderde. Zo riep tijdens de uitslagenavond van de Amerikaanse presidentsverkiezingen in 2012 Fox News op basis van de uitslagen die tot dan toe waren binnengekomen Barack Obama uit als winnaar. Toen studiogast Karl Rove zijn twijfels hierover uitte reageerde Kelly zeer kritisch: "Is dit gewoon Republikeinse wiskunde om jezelf beter te voelen? Of is dit echt?"
Kelly ging in juli 2013 met zwangerschapsverlof. Na haar terugkeer in oktober 2013 kreeg zij een nieuw avondprogramma, The Kelly File. Dit programma groeide uit tot een van de best bekeken programma's bij Fox. Het blad Time nam haar in 2014 op in de lijst van de honderd invloedrijkste personen. In december 2013 viel ze op met haar uitspraken over de kerstman en Jezus. Volgens haar waren die gewoon wit. Kelly noemde kort daarna de opmerkingen een verspreking, nadat haar uitlatingen in verschillende satireshows belachelijk werden gemaakt. Volgens haar was er geen uitsluitsel over de huidskleur van Jezus.
In 2015 werd Kelly zelf onderwerp van gesprek tijdens de presidentsverkiezingen. Zij was in augustus 2015 een van de debatleiders in een debat tussen de verschillende Republikeinse presidentskandidaten. Zij confronteerde Donald Trump met een aantal seksistische opmerkingen over vrouwen. Trump zei later dat hij Kelly kritisch en niet professioneel genoeg vond. Kelly reageerde daarop door te stellen dat ze "niet haar excuses aanbood voor het doen van goede journalistiek". Trump zei later "Je kon bloed uit haar ogen zien komen. Er kwam bloed uit haar waar dan ook", waarschijnlijk insinuerend dat Kelly ongesteld was tijdens het debat. Ook noemde hij haar een "bimbo". Trump kreeg veel kritiek, ook van partijgenoten, vanwege deze opmerkingen. Hij weigerde in januari 2016 aan een presidentsdebat deel te nemen omdat Kelly een van de debatleiders was. In april 2016 had Kelly een ontmoeting met Trump om "de lucht te klaren". 
Vanaf mei 2016 presenteerde Kelly bij Fox News een interviewprogramma op primetime waar onder andere beroemdheden uit de politiek en entertainmentindustrie werden geïnterviewd. De show trok bijna 5 miljoen kijkers.
In diezelfde periode kwam zij met beschuldigingen naar Fox-baas Roger Ailes naar buiten. Zij beschuldigde hem van seksuele intimidatie en het maken van ongepaste opmerkingen. Eerder hadden andere vrouwen al gelijksoortige geluiden laten horen. Ailes stapte op vanwege de beschuldigingen. Eind 2016 verscheen Kelly's autobiografie Settle for more, waarin zij schreef over haar ervaringen met Trump en Ailes.
De nieuwszender NBC lokte Kelly begin 2017 weg bij Fox met een sterk verbeterd contract. Zij zou tussen de 15 en 20 miljoen dollar per jaar gaan verdienen. Kelly was onder andere te zien in het programma Sunday Night. Zij deed verschillende grote interviews, onder andere met de Russische president Vladimir Poetin. Vanaf september 2017 had zij met Megyn Kelly Today haar eigen programma. Op 23 oktober 2018 vroeg zij zich tijdens een paneldiscussie hardop af waarom het zo verkeerd was voor een wit persoon zijn gezicht tijdens Halloween zwart te verven (het zogeheten blackface). Deze opmerking kwam haar op veel kritiek te staan en was voor NBC reden genoeg haar te ontslaan.
Aan het einde van 2019 kwam de film Bombshell uit, gebaseerd op de ervaringen van Kelly bij Fox News. Haar rol werd vertolkt door Charlize Theron.
Sinds 2020 heeft Kelly een podcast die verschijnt onder de naam The Megyn Kelly Show. In december 2023 was zij een van de moderatoren van het vierde debat tussen Republikeinse kandidaten richting de voorverkiezingen.

## Persoonlijk
Kelly is getrouwd en heeft drie kinderen. Zij omschrijft zichzelf als politiek neutraal. In het verleden heeft zij op zowel Democraten als Republikeinen gestemd.